# Kanker (huyện)
Huyện Kanker là một huyện thuộc bang Chhattisgarh, Ấn Độ. Thủ phủ huyện Kanker đóng ở Kanker. Huyện Kanker có diện tích 6513 ki lô mét vuông. Đến thời điểm năm 2001, huyện Kanker có dân số 651333 người.